# Silkstone
Silkstone è un villaggio e parrocchia civile dell'Inghilterra, appartenente alla contea del South Yorkshire.